# Bengels
De Bengels was een Nederlandse band die nederpop speelde.
De band werd gevormd door zanger Marc Lange, gitarist-toetsenist Bart-Jan Baartmans, bassist Willem van Wordragen en drummer Dominiek Maassen. Later voegde ook gitarist Eric de Vries zich bij de groep.
Lange, Baartmans, Maassen en Van Wordragen vormden begin jaren tachtig de newwaveband Square Objects en de rock-'n-rollband Tuney Tunes. Langzaamaan werd het repertoire volledig Nederlandstalig. Als Square Objects verzorgden ze vele optredens maar braken niet door, en de beide bands hielden dan ook op te bestaan in 1986.
Een reünieoptreden van Square Objects in 1995 leidde tot het oprichten van de band Bengels. De eerste demo leverde een platencontract en veel airplay op. Het debuutalbum Voor Altijd, dat verscheen in 1995, werd medegeproduceerd door Jan Hendriks (van Doe Maar). Ook nu weer werd een tweede band gevormd, The Rascals geheten, en ook nu weer werd de samenwerking na enkele jaren beëindigd.
Zonder Baartmans, maar met De Vries, ging de groep verder als sixtiesgroep The Revolvers. Deze groep is nog altijd actief.

## Discografie

### Albums
- 1995: Voor altijd (VIA/PIAS)
- 1998: Bengels (VIA)
- 2003: Boetlek (verzamelalbum; Maasvallei Records)

### Singles
- 1995: Wat ze zegt is waar